# AutoHotkey
AutoHotkey is een opensourceprogramma om computertaken mee te automatiseren. Dit gebeurt aan de hand van een eigen script- of programmeertaal. Oorspronkelijk was AutoHotkey bedoeld voor Windows, maar inmiddels zijn er ook versies voor andere besturingssystemen ontwikkeld.

## Geschiedenis
AutoHotkey is gebaseerd op AutoIt nadat de broncode daarvan werd vrijgegeven. De naam van de applicatie is afgeleid van de mogelijkheid om sneltoetsen toe te wijzen aan het toetsenbord, de muis of joystick, waarmee externe applicaties kunnen worden opgestart, anderszins gestuurd of beëindigd. Toepassingsmogelijkheden liggen op het gebied van het manipuleren van bestanden en folders tot aan geavanceerde GUI's.

## Scripttaal
Automatiseringstaken worden vastgelegd in een eigen scripttaal en opgeslagen als een ahk-bestand. Het programma doet vervolgens dienst als interpreter om het scriptbestand uit te voeren. Via een compiler kunnen de ahk-bestanden ook worden gecompileerd naar uitvoerbare exe-bestanden. Het programma is dan zelf niet meer nodig voor het uitvoeren van het script.

## Programmeertaal
Naast een scripttaal wordt AutoHotkey ook bezien als een programmeertaal. Zo heeft het een eigen syntaxis om computertaken te realiseren. Volgens het Rosetta Code-project kunnen vele computergerelateerde taken met AutoHotkey gerealiseerd worden.

## Distributies
Gezien het opensourcekarakter van AutoHotkey zijn er inmiddels vele versies ontwikkeld voor verschillende platformen en besturingssystemen. In oktober 2010 werd AutoHotkey_L de voornaamste te ontwikkelen distributie. De originele AutoHotkey-variant kreeg geen prioriteit meer en werd hernoemd tot AutoHotkey Basic.